# Gendarmeria Nacional do Benim
A Gendarmeria Nacional do Benim (em francês: gendarmerie nationale béninoise) é uma força de segurança pública militar do Benim. Suas missões e sua organização são modelados sobre os da Gendarmerie Nacional francesa.

## História
A Gendarmeria beninense é herdeira da Gendarmerie Nationale francesa estabelecida em Daomé, nome dado à colônia francesa entre 1894 e 1958. Ela era organizada em seções por decreto de 23 de agosto de 1949, e depois em grupos Gendarmerie com a decisão ministerial de 27 de Novembro de 1957.
Um mês após a proclamação da independência da República de Daomé, em agosto de 1960, a Gendarmeria Nacional de Daomé é criada, em 11 de setembro de 1961. Depois de um período de instabilidade política na década de 1960, Daomé se torna a República Popular de Benin em 30 de novembro de 1975, após um golpe de Mathieu Kérékou. A nova orientação política do país, marxista-leninista inspiração levou a uma revolução institucional. A criação, em 1977, das Forças Armadas Populares implica a reforma da polícia, que se torna o comando de forças de segurança pública. 
Em fevereiro de 1990, a Gendarmeria Nacional retorna ao seu antigo nome e às suas missões tradicionais. Possuía, em 2007, cerca de 2.800 policiais, suboficiais e oficiais.

## Missões

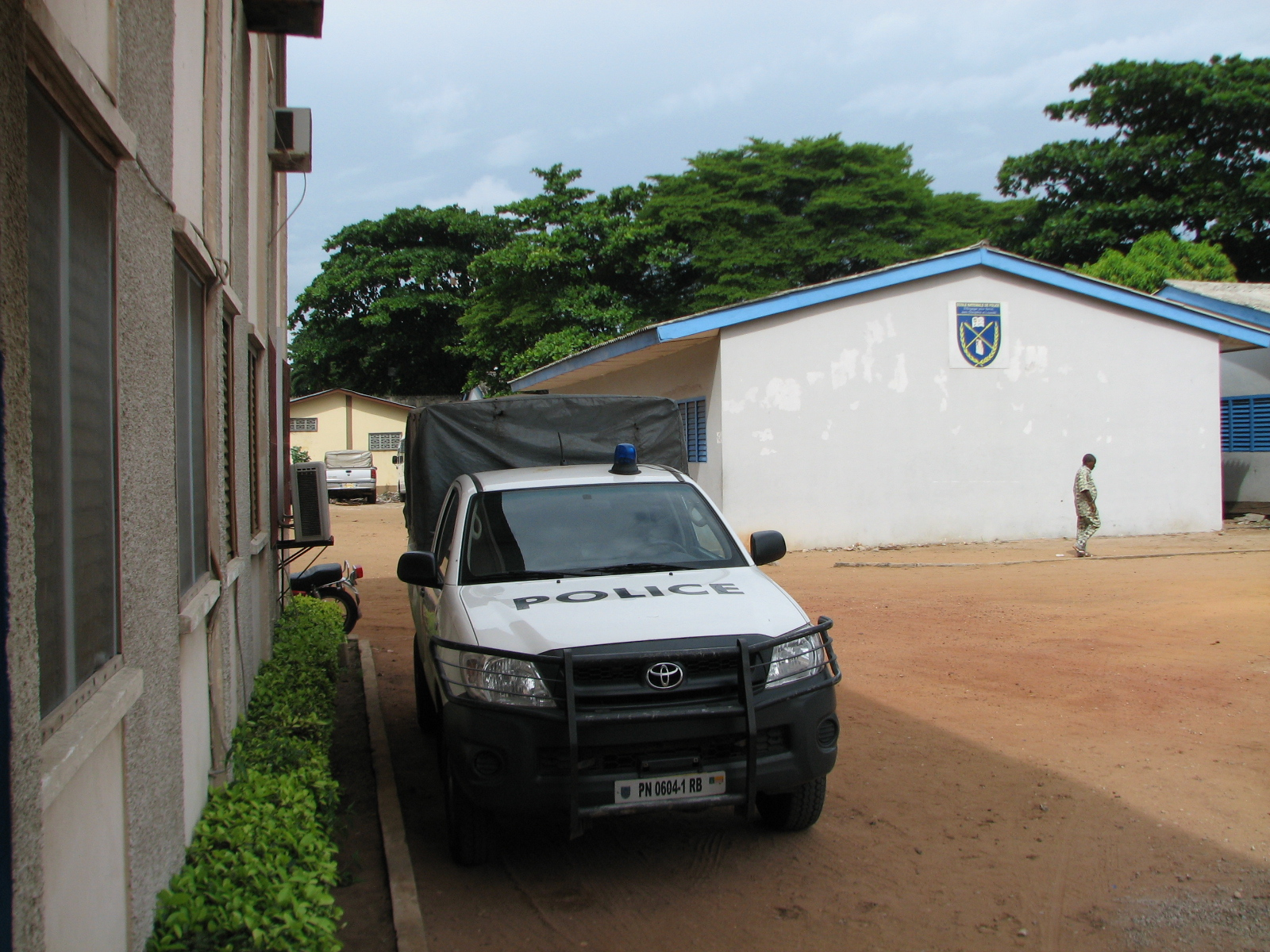
Pátio da Escola Nacional de Gendarmeria, no distrito de Zongo-Nima district em Cotonou.

- Com competência sobre 90% do território e 81% da população, a Gendarmeria do Benin executa missões de polícia administrativa, polícia judiciária e da polícia militar.
- Participa também na segurança de muitos locais e pontos sensíveis.
- A GNB fornece, como parte de operações de manutenção da paz, um contingente de cerca de 250 soldados MONUC - MINUCI).

## Organização
A Gendarmeria é dividida em:<
- Direção geral (DGGN) com sede em Porto Novo
- 3 agrupamentos regionais
- um grupo gendarmeria móvel
- um grupo de prisões
- um grupo de serviços
- e uma Escola Nacional de Gendarmeria (ENG), no qual está integrado o CPPJ (Centro de Aperfeiçoamento de Polícia Judiciária).

O DGGN, o CPPJ e ENG tem 3 conselheiros da Gendarmeria Nacional francesa.